# Вагнер (Південна Дакота)
Вагнер (англ. Wagner) — місто (англ. city) в США, в окрузі Чарлз-Мікс штату Південна Дакота. Населення — 1490 осіб (2020).

## Географія
Вагнер розташований за координатами 43°4′31″ пн. ш. 98°17′40″ зх. д. / 43.07528° пн. ш. 98.29444° зх. д. (43.075230, -98.294363).  За даними Бюро перепису населення США в 2010 році місто мало площу 5,31 км², з яких 5,28 км² — суходіл та 0,03 км² — водойми. В 2017 році площа становила 4,92 км², з яких 4,90 км² — суходіл та 0,02 км² — водойми.

### Клімат
| Клімат : Вагнер       | Клімат : Вагнер | Клімат : Вагнер | Клімат : Вагнер | Клімат : Вагнер | Клімат : Вагнер | Клімат : Вагнер | Клімат : Вагнер | Клімат : Вагнер | Клімат : Вагнер | Клімат : Вагнер | Клімат : Вагнер | Клімат : Вагнер | Клімат : Вагнер |
| Показник              | Січ.            | Лют.            | Бер.            | Квіт.           | Трав.           | Черв.           | Лип.            | Серп.           | Вер.            | Жовт.           | Лист.           | Груд.           | Рік             |
| Середній максимум, °C | −0,6            | 2,2             | 8,9             | 17,2            | 23,3            | 28,9            | 32,8            | 31,7            | 26,1            | 18,9            | 8,3             | 1,7             | 16,7            |
| Середній мінімум, °C  | −12,8           | −10             | −4,4            | 2,2             | 8,3             | 14,4            | 17,2            | 16,1            | 10,6            | 3,9             | −3,9            | −10             | 2,8             |
| Норма опадів, мм      | 18              | 23              | 41              | 69              | 89              | 97              | 71              | 69              | 64              | 43              | 25              | 20              | 627             |
| --------------------- | --------------- | --------------- | --------------- | --------------- | --------------- | --------------- | --------------- | --------------- | --------------- | --------------- | --------------- | --------------- | --------------- |
| Джерело: Weatherbase  |                 |                 |                 |                 |                 |                 |                 |                 |                 |                 |                 |                 |                 |

## Демографія
Згідно з переписом 2010 року, у місті мешкало 1566 осіб у 639 домогосподарствах у складі 367 родин. Густота населення становила 295 осіб/км².  Було 726 помешкань (137/км²).
Расовий склад населення:
| - 54,7 % — білих - 40,5 % — корінних американців - 0,2 % — чорних або афроамериканців - 0,2 % — азіатів |

До двох чи більше рас належало 3,6 %. Частка іспаномовних становила 3,0 % від усіх жителів.
За віковим діапазоном населення розподілялося таким чином: 27,2 % — особи молодші 18 років, 48,7 % — особи у віці 18—64 років, 24,1 % — особи у віці 65 років та старші. Медіана віку мешканця становила 42,8 року. На 100 осіб жіночої статі у місті припадало 91,2 чоловіків;  на 100 жінок у віці від 18 років та старших — 85,7 чоловіків також старших 18 років.
Середній дохід на одне домашнє господарство  становив 47 575 доларів США (медіана — 34 958), а середній дохід на одну сім'ю — 57 253 долари (медіана — 50 625). Медіана доходів становила 31 477 доларів для чоловіків та 32 679 доларів для жінок. За межею бідності перебувало 23,5 % осіб, у тому числі 31,4 % дітей у віці до 18 років та 18,7 % осіб у віці 65 років та старших.
Цивільне працевлаштоване населення становило 720 осіб. Основні галузі зайнятості: освіта, охорона здоров'я та соціальна допомога — 27,9 %, роздрібна торгівля — 18,3 %, мистецтво, розваги та відпочинок — 16,9 %.